# Basilio Faber
Basilio Faber (Żary, 1520-Érfurt, 1576) teólogo y escolástico luterano alemán. 
En 1538 entró en la Universidad de Halle-Wittenberg como pauper gratis de Philipp Melanchthon.  Llegó a ser rector de las escuelas de Nordhausen, Tennstadt (1555), Magdeburg (1557) y Quedlinburg (1560), pero de este último puesto fue destituido en diciembre de 1570 por criptocalvinista. En 1571 fue nombrado director (Vorsteher), no rector, del Rathsgymnasium de Erfurt, puesto que ocupó hasta su muerte. 
Se le conocen sus traducciones de los comentarios del Génesis de Martín Lutero de 1557 como medio para difundir la ideología luterana. Además contribuyó en las Centurias de Magdeburgo. 

## Obra principal
- Thesaurus eruditionis scholasticae (1571)
- Libellus de disciplina scholastica (1572).